# Stryn
Stryn és un municipi situat al comtat de Vestland, Noruega. Té 7.168 habitants (2016) i la seva superfície és de 1.377,19 km². El centre administratiu del municipi és la població homònima.
L'agricultura, la silvicultura, la fructicultura, la ramaderia, les petites indústries manufactureres, el turisme, i les operacions de servei proporcionen les principals ocupacions. L'ample riu Stryneelva entra al poble de Stryn des de l'est i després que serpenteja a través de la fèrtil vall de Stryn, des del gran llac d'Oppstrynsvatn. El Centre del Parc Nacional de Jostedalsbreen està situat a la riba d'aquest llac. A l'extrem est del llac, el camí entra a l'estreta vall de Hjelledalen i zigzagueja uns 300 metres fins a Ospeli, on hi ha l'entrada del primer de les tres túnels de la carretera de muntanya (Riksvei 15) que condueix a Geiranger i Grotli .
Stryn és conegut per la seva estació d'esquí de Stryn sommerski, en la qual s'hi pot esquiar tot l'any. És també la llar dels germans futbolistes Tore André Flo, Jarle Flo i Jostein Flo, que es van criar al poble de Stryn, així com el seu cosí també futbolista Håvard Flo.

## Informació general

### Nom
El nom de Stryn (en nòrdic antic: Strjónar) originalment prové del riu Stryneelva. El nom deriva de strjónn que significa "(fort) corrent".

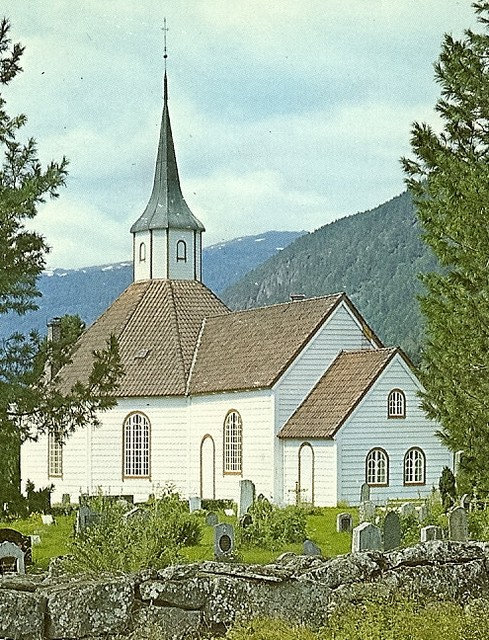
Església d'Innvik.

### Escut d'armes
L'escut d'armes va ser introduït el 1987. Mostra una branca de color groc d'un til·ler sobre un fons verd.

## Geografia

### Localització

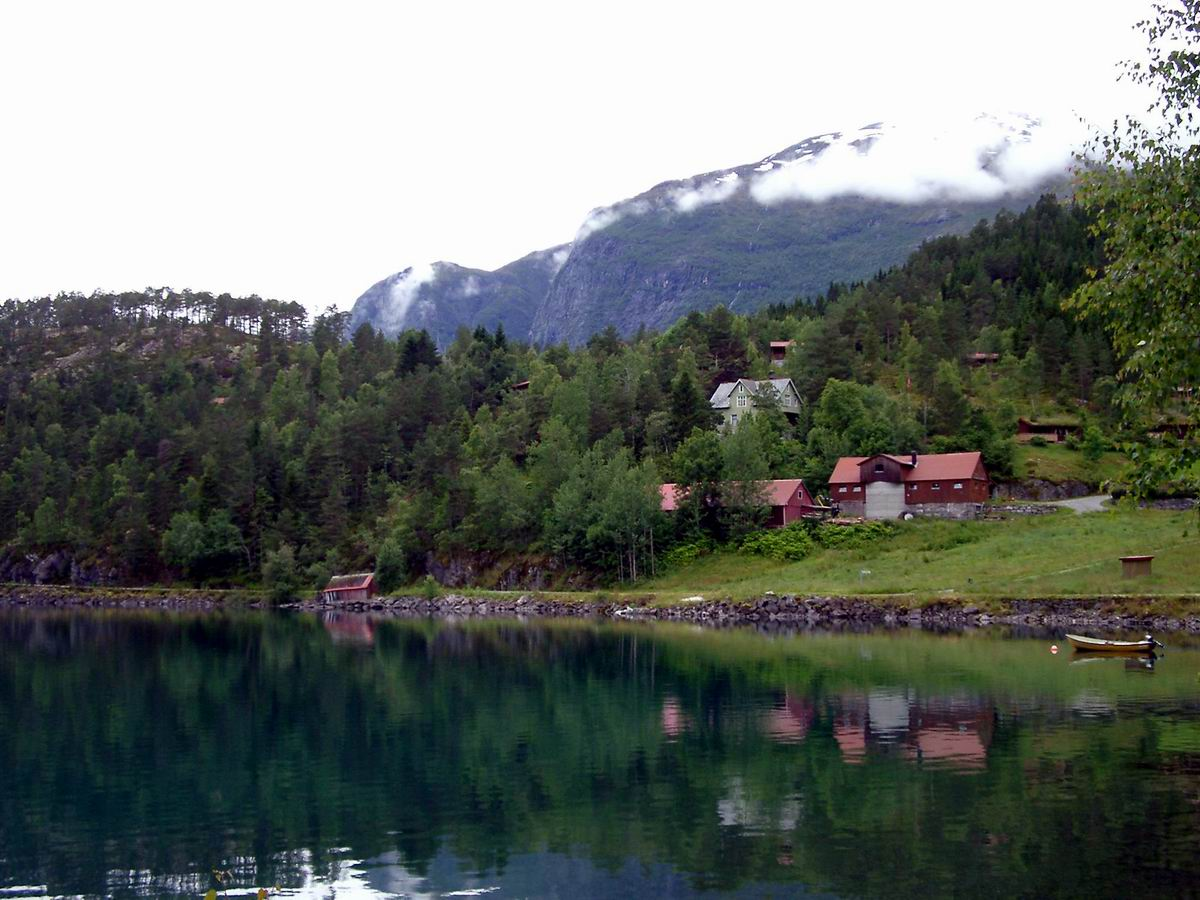
Loenvatnet

Stryn es troba a la frontera nord de Vestland. Al nord està vorejat pels municipis de Hornindal (Vestland) i Stranda (Møre og Romsdal), a l'est per Skjåk (al comtat d'Oppland), al sud-est per Luster, al sud-oest per Jølster i a l'oest per Gloppen i Eid.

### Natura

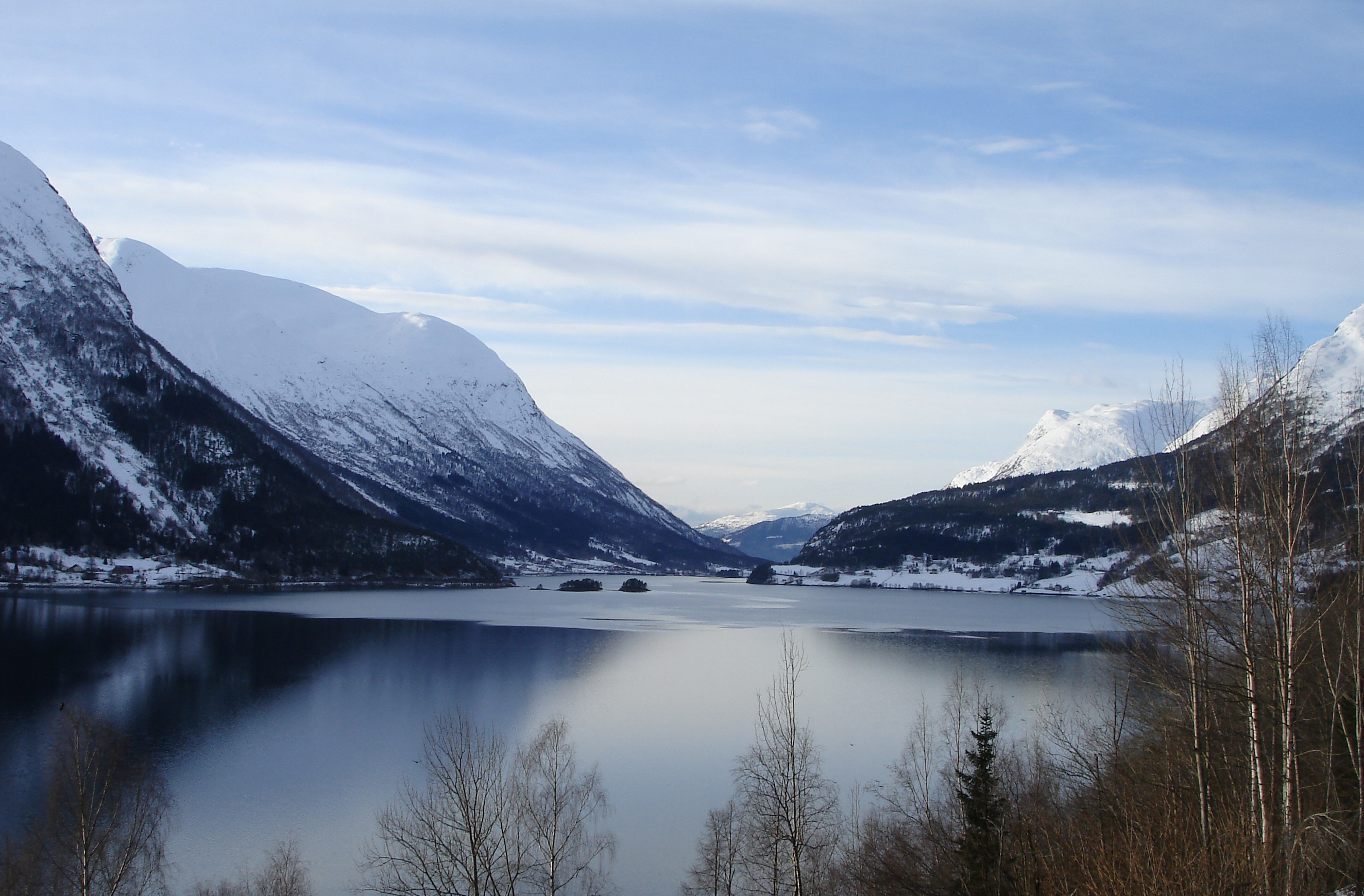
Oppstrynsvatnet

Stryn és mundialment famós pel seu bonic paisatge de glaceres i muntanyes majestuoses que reflecteixen als llacs i als fiords. La glacera més famosa és Briksdalsbreen i es troba a la vall d'Oldedalen, però l'àrea de Stryn ofereix nombroses glaceres espectaculars, com Tindefjellbreen, Tystigsbreen, i Myklebustbreen. La majoria de les glaceres de Stryn formen part de la gran glacera de Jostedalsbreen, entre les zones de Nordfjord i Sogn.
Ramnefjellsfossen, la tercera cascada amb la caiguda lliure cascada més alta del món, es troba al municipi. Stryn també té el bosc de til·ler més gran del nord d'Europa. Els llacs més grans són Oppstrynsvatn, Lovatnet, i Oldevatnet. Les muntanyes de Skåla, Lodalskåpa, i Høgstre Breakulen estan ubicats a Stryn.

### Parc Nacional de Jostedalsbreen
El Parc Nacional de Jostedalsbreen té una superfície de 1.310 quilòmetres quadrats. La flora i fauna de la zona estan situades entre els fiords i la glacera. El museu de Jostedalsbreen es troba a Oppstryn.

### Glacera de Briksdalsbreen

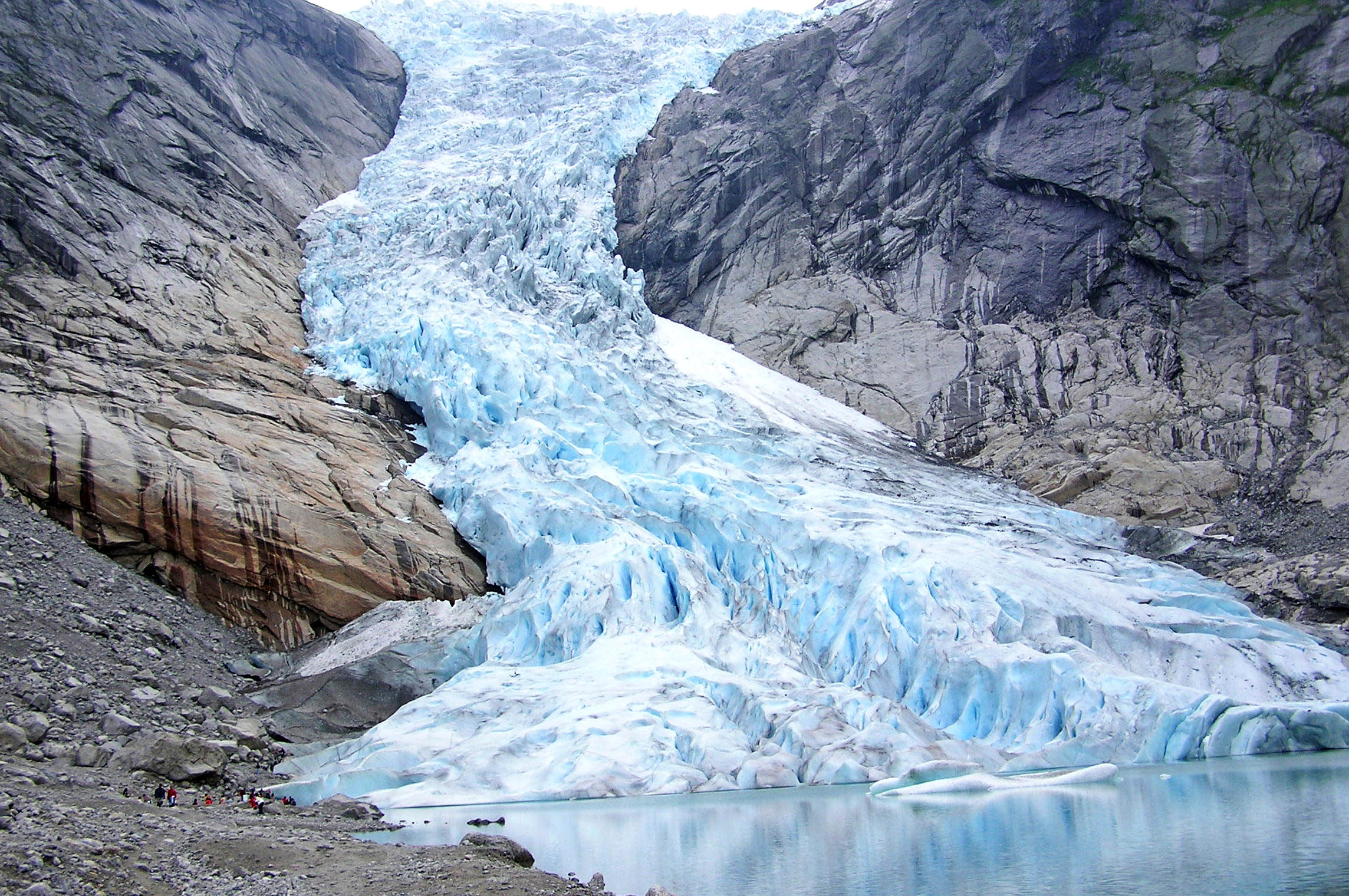
Glacera de Briksdalsbreen.

Visitants de tot el món van a veure la bella llengua de la glacera de Briksdalsbreen, que té una bona ubicació al mig de cascades i alts cims. La glacera de Briksdal és una part del gran casquet glacial de Jostedalsbreen, que és la glacera més gran del continent europeu. El punt més alt de la glacera es troba a 1.950 metres sobre el nivell del mar i en alguns llocs fa 400 metres de gruix. Es troba a l'extrem de la vall de Oldedalen.

### Avifauna
Hi ha moltes espècies d'aus a la zona, com l'àguila daurada (Aquila chrysaetos), l'aligot calçat (Buteo lagopus), i el picot garser dorsblanc (Leucotos Dendrocopus). Alguns dels mamífers més grans que viuen en aquesta regió són el cérvol roig (Cervus elaphus), el golut (Gulo gulo), i el linx (Lynx lynx).

## Carretera turística nacional

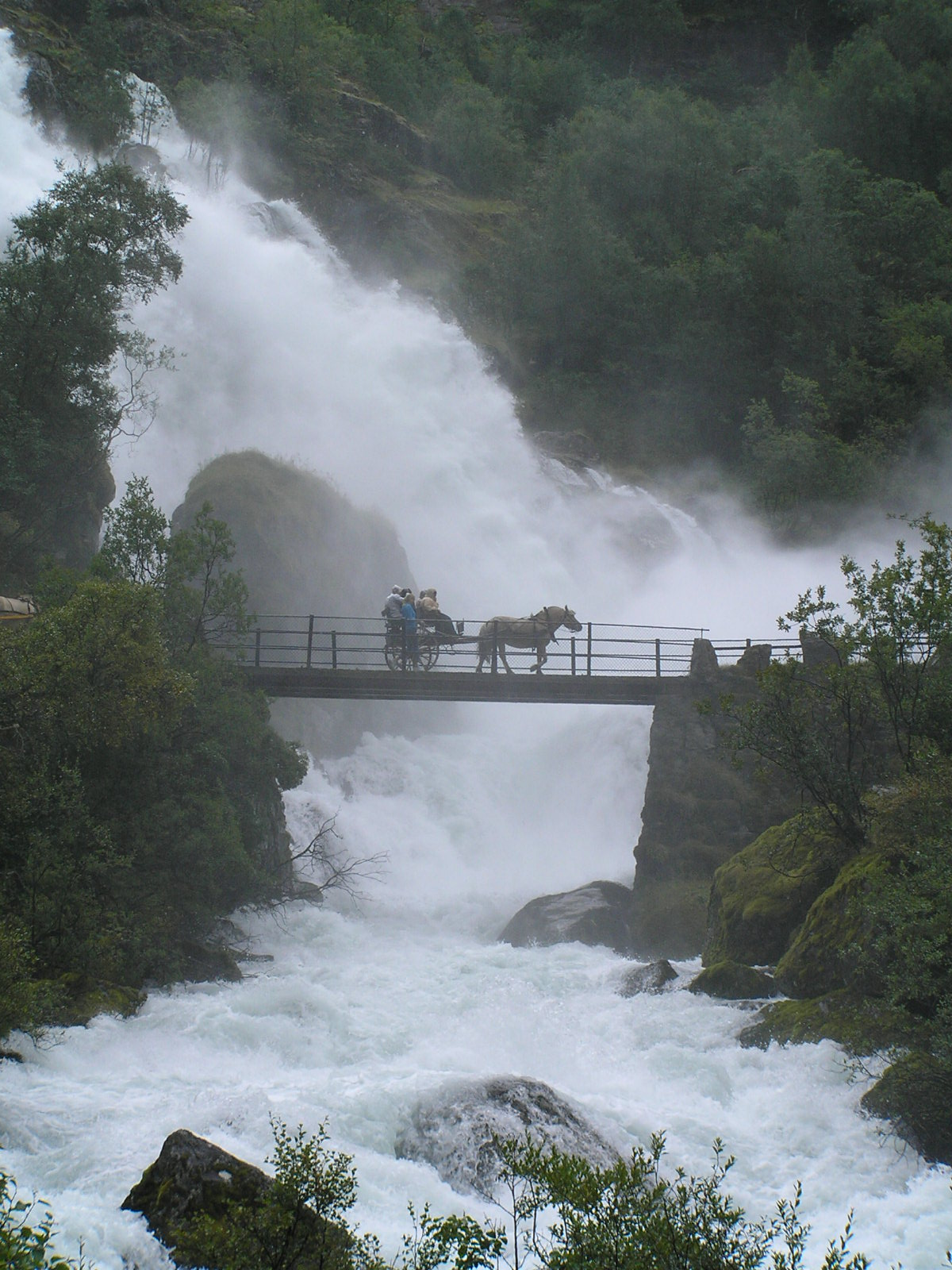
El camí cap a la glacera de Jostedalsbreen.

La Gamle Strynefjellsvegen és una carretera turística nacional (Fylkesvei 258). Va de Grotli (al municipi Skjåk al comtat d'Innlandet) per Videseter, on hi ha una cascada, i acaba al poble de Stryn.

## Atraccions

### Centre de Stryn
El poble de Stryn, un petit poble que s'ha desenvolupat a la punta de les tres branques de l'extrem interior del Nordfjord. En aquest poble hi ha el govern i el centre comercial local per a una gran comunitat, i tanmateix és l'encreuament de les carreteres que connecten el Nordfjord interior amb la resta de Noruega.

### Vall d'Oldedalen

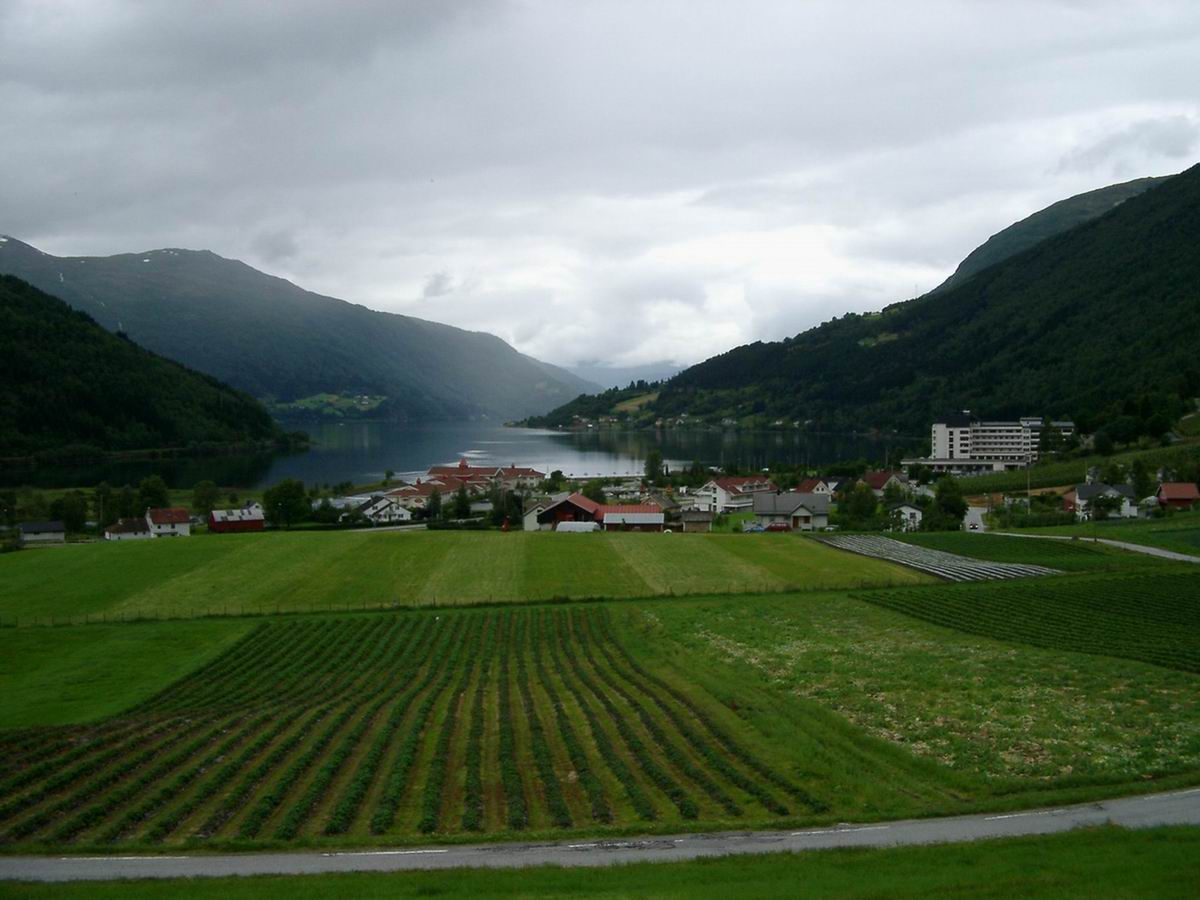
Loen

La més meridional de les tres curtes branques a l'extrem interior de Nordfjord acaba al poble d'Olden, el qual es troba en una preciosa vall, Oldedalen, d'uns 20 quilòmetres de pujada entre carreteres que pugen bruscament a més de 1.700 metres fins a prop de la glacera de Jostedalsbreen.
Olden té dues esglésies. L'església Vella d'Olden, que es va construir el 1759 al lloc d'una església que data del voltant del 1300. Els seus bancs, portes i brancals estan fets de fusta de l'església origina. La "nova" església d'Olden, a poca distància al llarg de la vall, va ser construït el 1934 perquè pogués ser preservada l'església vella.
A prop de Loen, l'Hotel Alexandra és un refugi turístic molt popular.

### Innvik i Utvik
A la costa sud del Nordfjord, entre Hildaneset i Utvikfjellet, es troben les localitats d'Innvik i Utvik, a la zona coneguda com a Vikane. La carretera principal (Ap 60) voreja el fiord passant per Innvik i ascendeix des d'Utvik a la muntanua d'Utvikfjellet. A Hildaneset, al costat de la carretera principal, hi ha una escultura del senyor Singer, que va finançar la construcció de la carretera.

### Esquiar
Stryn sommerski és una de les instal·lacions d'esquí més conegudes de Noruega. Ofereix excel·lents condicions per a l'esquí a l'estiu, amb ascensors i pistes per a tots els tipus d'esquí, incloent esquí de fons, esquí alpí, esquí de Telemarc, i la planxa de neu.